# 과일 커드
과일 커드(영어: fruit curd 프루트 커드[*])는 레몬, 라임, 귤, 오렌지 등 귤속 식물의 열매나 라즈베리, 크랜베리, 블랙베리 등 베리 류, 또는 백향과나 망고 등의 다른 과일로 만드는 후식 스프레드이다. 과즙과 제스트, 설탕 외에도 달걀 노른자가 들어가 잼보다 보존 기간이 짧다.

## 사진 갤러리

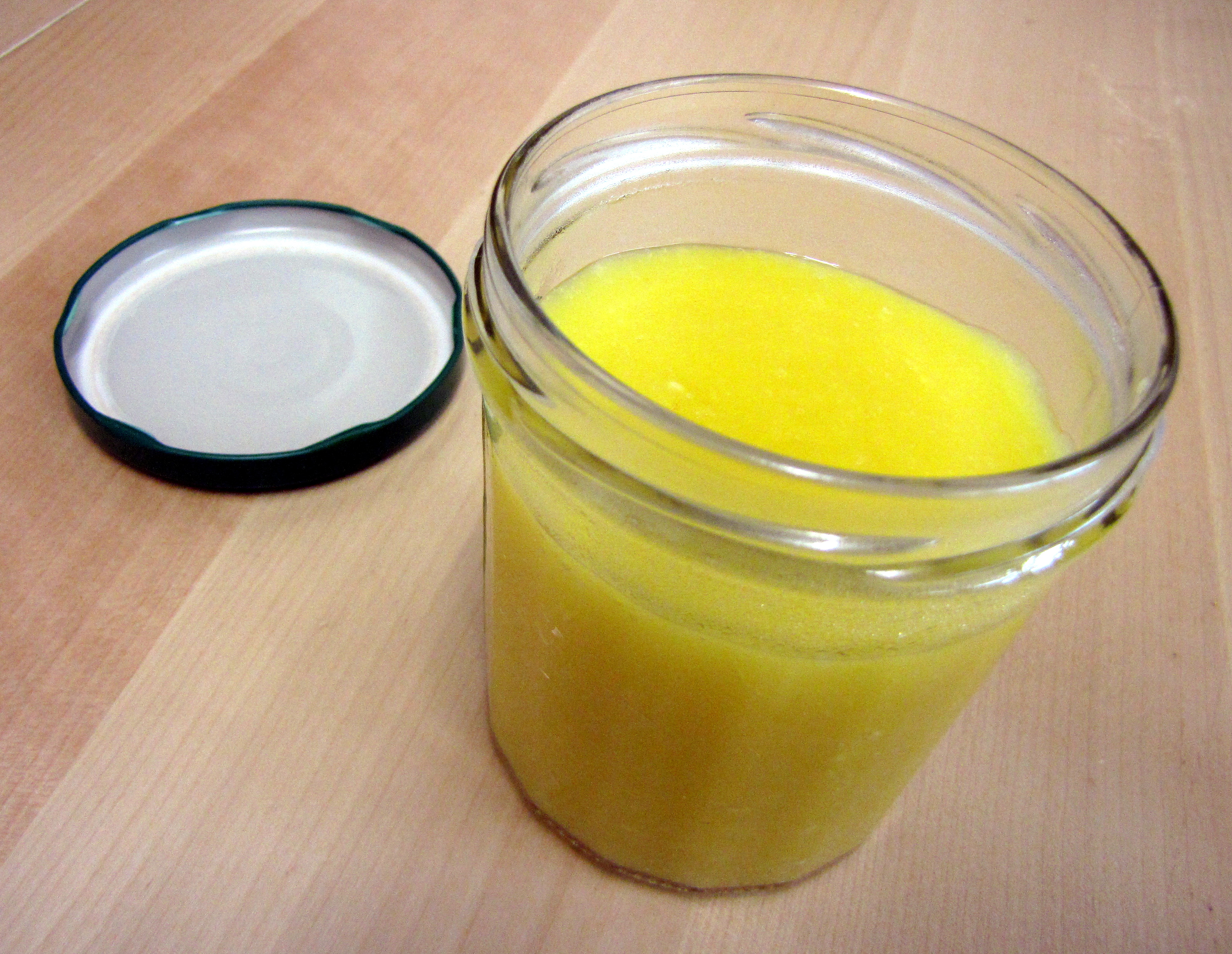
레몬 커드
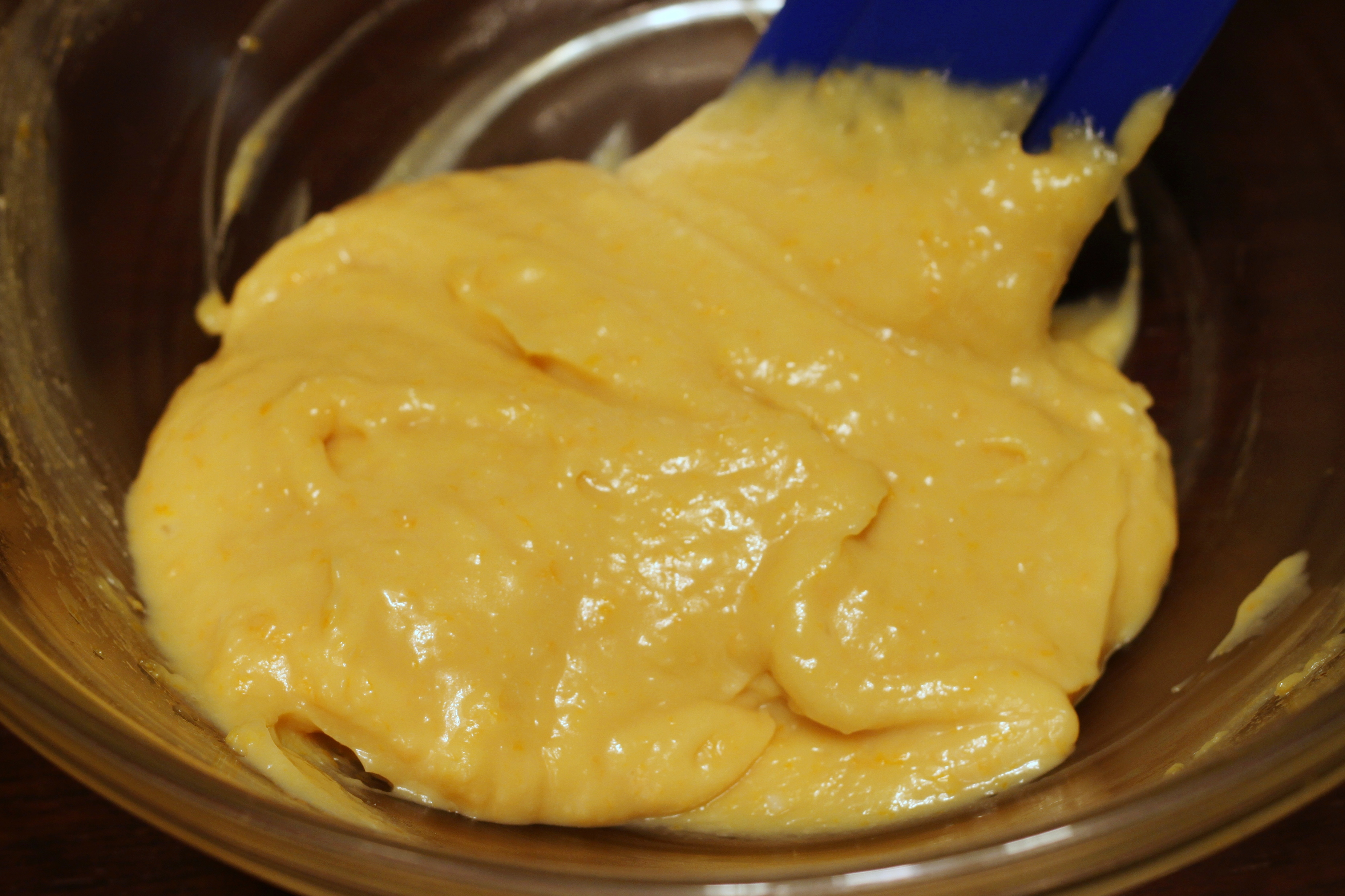
오렌지 커드